# Marian Pokrywka
Marian Pokrywka (ur. 10 lutego 1965 w Tomaszowie Lubelskim) – polski duchowny, dr hab. nauk teologicznych, profesor nadzwyczajny Instytutu Teologii Moralnej Wydziału Teologii Katolickiego Uniwersytetu Jana Pawła II.

## Życiorys
W 1984 roku wstąpił do Wyższego Seminarium Duchownego w Lublinie i rozpoczął studia na Wydziale Teologii Katolickiego Uniwersytetu Lubelskiego. W roku 1990 uzyskał tytuł zawodowy magistra teologii na podstawie pracy Wezwanie do męstwa i odwagi w życiu chrześcijan w świetle nauczania Jana Pawła II napisanej pod kierunkiem ks. prof. Janusza Nagórnego. 2 czerwca 1990 roku przyjął święcenia kapłańskie i został skierowany do parafii św. Mikołaja w Szczebrzeszynie.
W 1992 roku rozpoczął studia z zakresu teologii moralnej na Wydziale Teologicznym KUL. 20 maja 1998 roku uzyskał stopień doktora na podstawie rozprawy doktorskiej Wezwanie do uczestnictwa w życiu społecznym w świetle nauczania Jana Pawła II napisanej również pod kierunkiem ks. prof. Janusza Nagórnego. 17 maja 2011 habilitował się na podstawie dorobku naukowego i pracy zatytułowanej Antropologiczne podstawy moralności małżeństwa i rodziny.
1 października 1995 roku został zatrudniony w Instytucie Teologii Moralnej na Wydziale Teologii KUL. 1 października 2011 został kierownikiem Katedry Teologii Moralnej Ogólnej, a po reorganizacji uczelni od 11 czerwca 2014 roku kierownikiem Katedry Teologii Moralnej Fundamentalnej. Jest zatrudniony na stanowisku profesora nadzwyczajnego w Instytucie Teologii Moralnej na Wydziale Teologii Katolickiego Uniwersytetu Jana Pawła II oraz pełni funkcję członka zwyczajnego Towarzystwa Naukowego Franciszka Salezego i Stowarzyszenia Teologów Moralistów, członka współpracownika Towarzystwa Naukowego Katolickiego Uniwersytetu Lubelskiego, członka Komisji Teologii Oddziału Polskiej Akademii Nauk w Lublinie, członka Polskiego Towarzystwa Teologicznego, członka Europejskiego Stowarzyszenia Teologów Katolickich, członka Polskiego Towarzystwa Geograficznego na Oddziale Lubelskim i członka korespondenta Lubelskiego Towarzystwa Naukowego.
Od 15 stycznia 2025 pełni funkcję proboszcza w parafii Narodzenia NMP w Chmielku.